# Leica M2

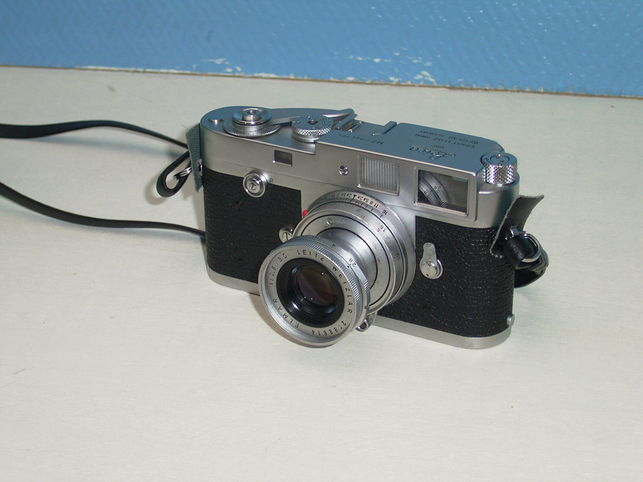
Leica M2 équipé d'un bouton de rembobinage, sans retardateur. L'objectif monté est un 50mm Elmar rentrant

Le Leica M2 est un appareil photographique télémétrique fabriqué par Leica.
Commercialisé en 1958, il prend la suite de l'éphémère Leica MP. Son grand atout est son viseur à grossissement 0,72 doté d'un cadre pour les focales de 35 mm, qui faisait défaut sur le Leica M3 pour la pratique du photojournalisme. Les autres cadres de visée sont 50 mm et 90 mm.
Le M2 était également une version moins chère du Leica M3, notamment par la conception de son télémètre et son compte-vues externe à remise à zéro manuelle. Le télémètre du M2 a équipé tous les modèles de Leica M apparus par la suite.
Le M2 a subi quelques modifications au cours de sa carrière, notamment le bouton de rembobinage remplacé rapidement par un levier identique à celui du Leica M3, le changement de la fenêtre d'illumination des cadres (à trame fine sur les premiers M2, plus large ensuite) et l'ajout d'un retardateur courant 1959 (proposé en option auparavant).
La fabrication s'est arrêtée en 1968 avec l'arrivée du Leica M4. Le M2 a finalement été fabriqué à 85 200 exemplaires, soit près de 3 fois moins que son illustre ainé, le M3 (226 000 ex). Pour cette raison, et bien que longtemps moins coté que le M3, le Leica M2 rejoint de nos jours la valeur de son modèle. Il est vrai aussi que son cadre pour la focale de 35 mm en fait aussi, dans l'absolu, un boitier plus polyvalent que le M3.